# Тимоне (Асти)
Тимоне је насеље у Италији у округу Асти, региону Пијемонт.
Према процени из 2011. у насељу је живело 19 становника. Насеље се налази на надморској висини од 149 м.